# Іонашку
Іонашку (рум. Ionașcu) — село у повіті Телеорман в Румунії. Входить до складу комуни Келмецую-де-Сус.
Село розташоване на відстані 111 км на південний захід від Бухареста, 42 км на захід від Александрії, 85 км на схід від Крайови.

## Населення
За даними перепису населення 2002 року у селі проживали 482 особи, усі — румуни. Усі жителі села рідною мовою назвали румунську.